# Temple de Salomon (São Paulo)
Le Temple de Salomon est un édifice religieux à São Paulo, au Brésil. Il est le siège mondial de l'Église universelle du royaume de Dieu, une église chrétienne évangélique charismatique, dont le responsable est Edir Macedo Bezerra. Situé dans le quartier de Brás, il est le plus grand édifice religieux du pays. Le temple se veut une réplique du Temple de Jérusalem tel qu'il existait selon la bible, à l'époque du roi Salomon et qui est détruit selon celle-ci en 586 av. J.-C. par le roi de Babylone Nabuchodonosor II.

## Histoire
Le 8 août 2010, l'évêque Edir Macedo Bezerra a présidé la cérémonie de première pierre du temple. Le 31 juillet 2014, l'évêque Edir Macedo Bezerra a fait la dédicace du bâtiment, en présence des présidents Dilma Rousseff et Michel Temer, du gouverneur de l'État de São Paulo Geraldo Alckmin et du maire de São Paulo Fernando Haddad . Deux mille pasteurs d'autres dénominations étaient également présents, ainsi que le ministre de la Cour suprême Marco Aurélio Mello, la Présidente de la Cour suprême militaire Elizabeth Teixeira Rocha, le directeur de la police fédérale Leandro Daiello Coimbra, le Président de la banque Bradesco Luiz Carlos Trabuco Cappi, le Consul général d'Israël Yoel Barnea, les membres de la communauté juive et d'autres gouverneurs, des membres du Congrès, de l'État, des conseillers municipaux et des maires de différentes régions du Brésil. Les présidents des chaines de télévision Band, Record, SBT et Rede TV ont également assisté à l'événement avec les évêques et pasteurs de l'EURD. La transmission de la télédiffusion se limitait uniquement aux véhicules liés aux stations télévision de l'église Record Tv et Record News , Universal TV et le journal Folha Universal.
Les couts de construction du temple sont estimés à 210 millions d'euros.

## Caractéristiques
L'édifice, conçu par l'architecte brésilien Rogério Silva de Araújo, a une capacité plus de 10 000 places assises et d'une superficie de 70 000 m2, ce qui équivaut à 16 terrains de football. L'autel et la façade du temple ont été faits de pierre originaire d'Israël.
Le Temple de Salomon mesure 126 mètres de long, 104 mètres de large, 55 mètres de haut avec deux sous - sols, ce qui correspond à un immeuble de 18 étages, près de deux fois la hauteur de la statue du Christ Rédempteur.

## Accessibilité
Le temple de Salomon se situe entre l'avenue Celso Garcia et les rues Julio Cesar da Silva, Behring et João Boemer, dans le district de Brás. Il est desservi par les stations Brás, Bresser et Belém de la ligne 3 du métro de São Paulo.

## Galerie

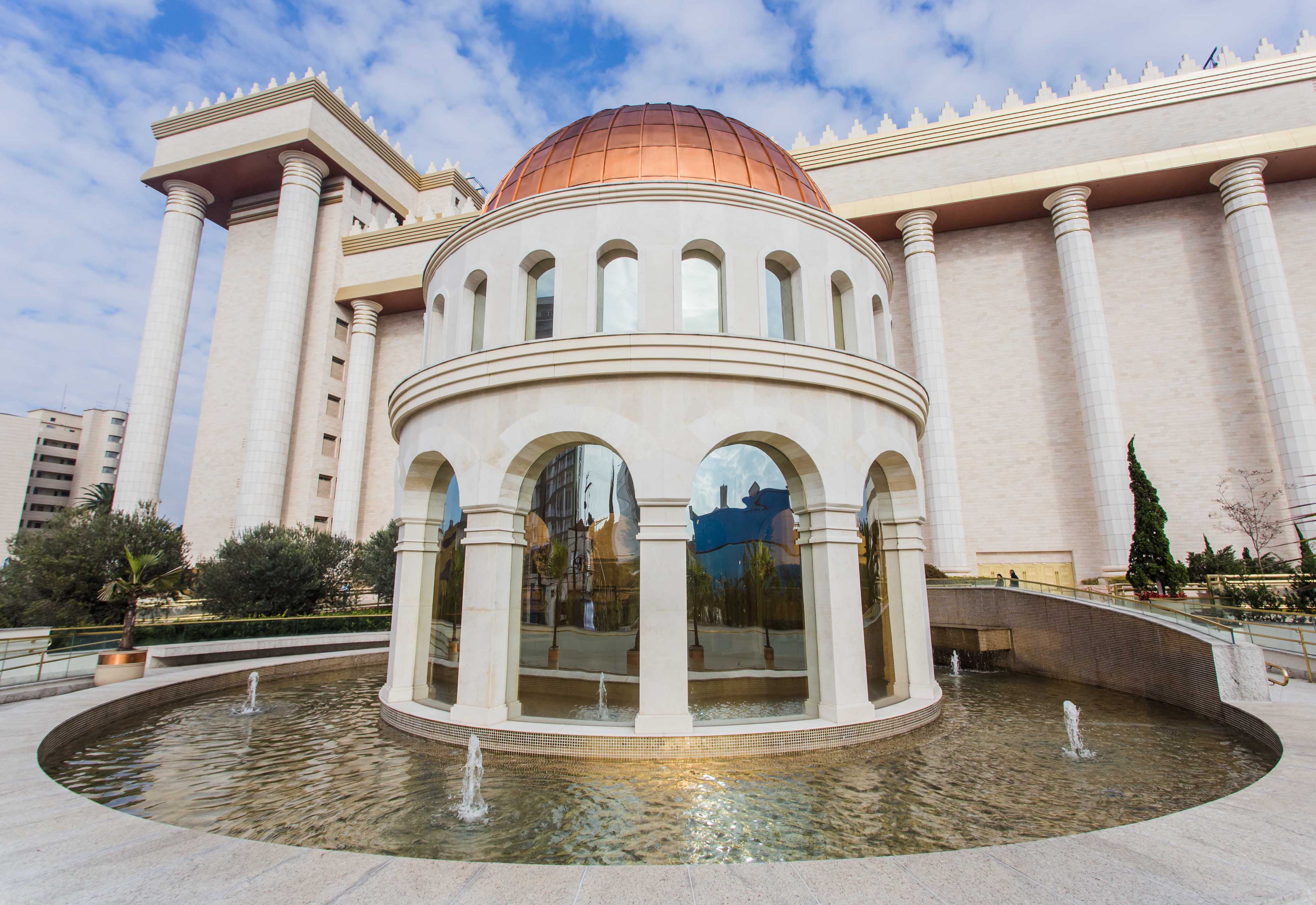
Édicule proche du temple.
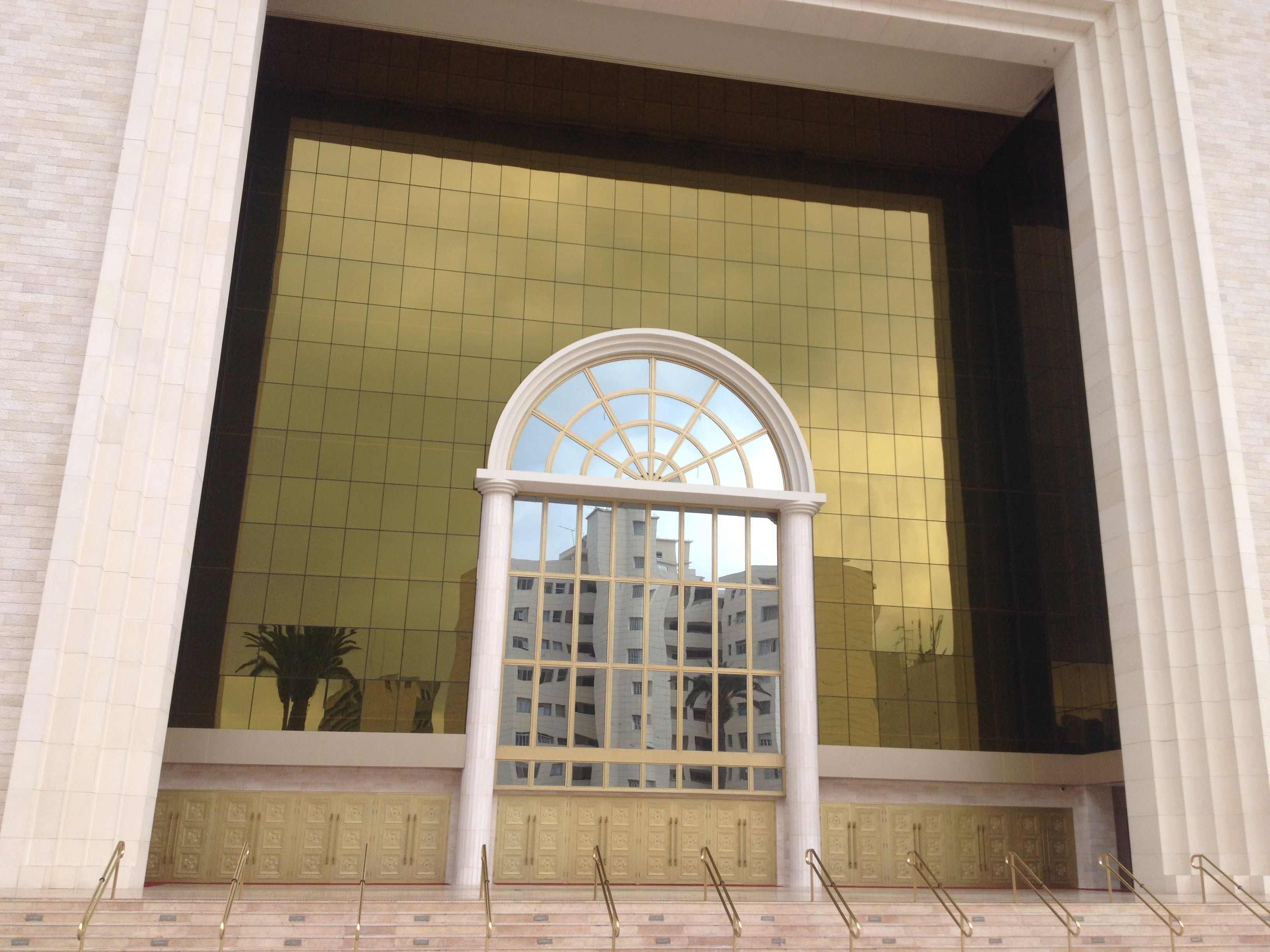
Portail d’entrée.
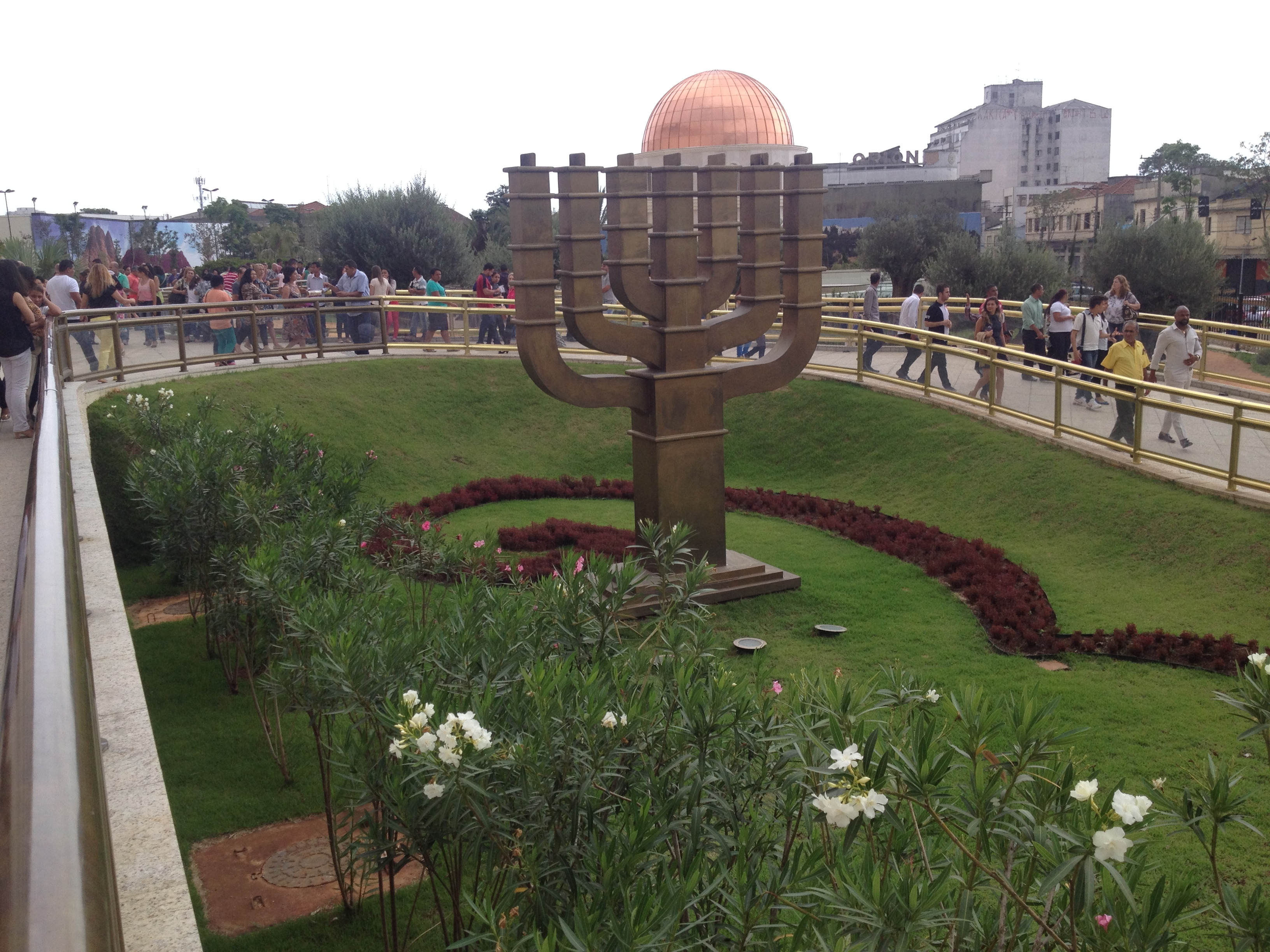
Jardins ornés d’une menorah, inspirés des jardins de Gethsémani.
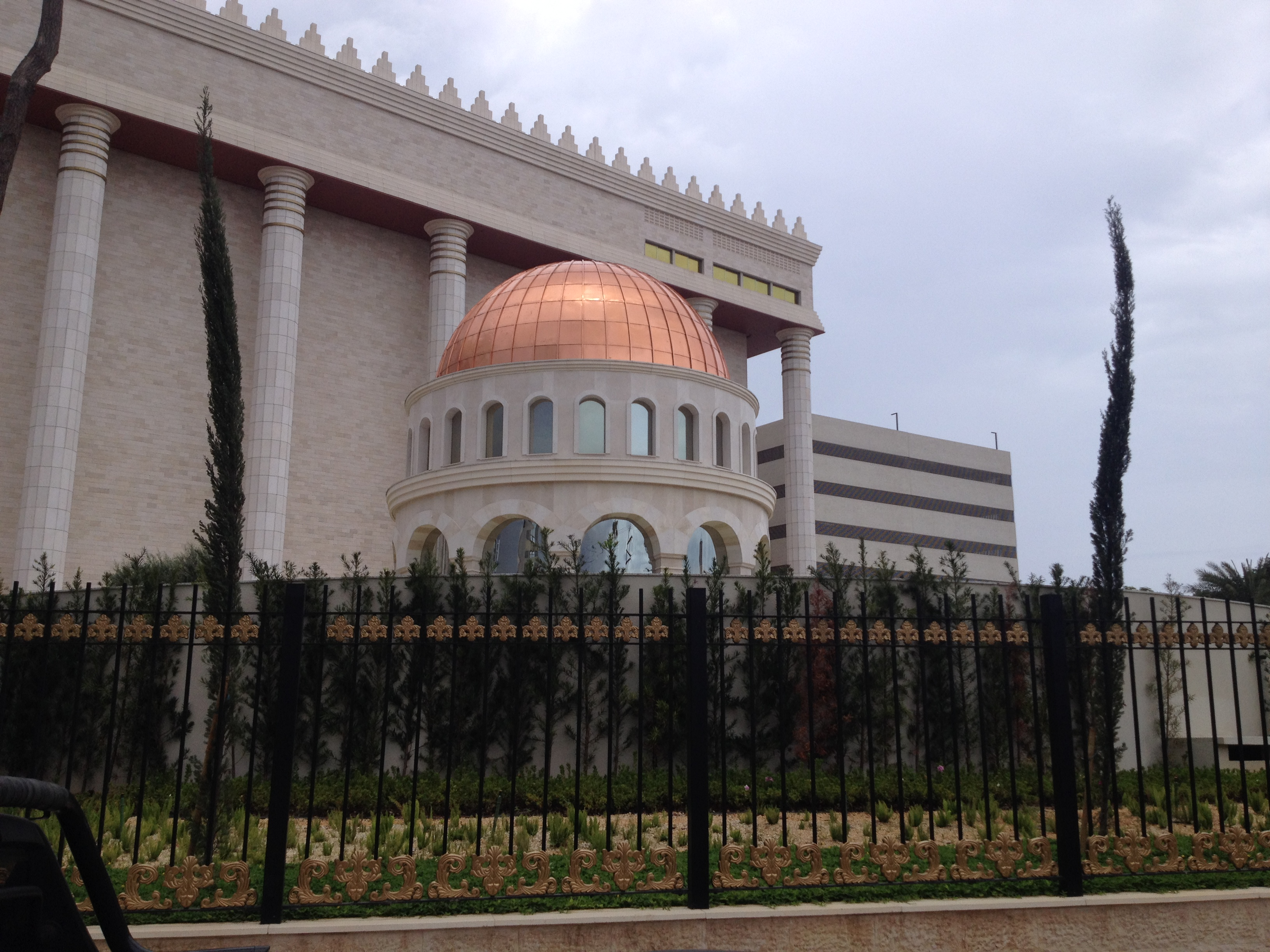
Autre vue.